# Stanisław Jan Jabłonowski
Prințul Stanisław Jan Jabłonowski (n. 3 aprilie 1634, Iabluniv, Q11825636⁠(d), Regatul Galiției și Lodomeriei, Imperiul Austriac – d. 3 aprilie 1702, Lwów, Coroana Regatului Poloniei, Polonia-Lituania) a fost un nobil polonez, magnat, Mare Gardian al Coroanei (în poloneză Kanclerz Wielki Koronny, în latină Cancellarius Regni Poloniae) din 1660, Marele Intendent al Coroanei din 1661, voievod al Voievodatului Ruten din 1664, Marele Hatman de câmp al Coroanei (în poloneză Hetman Polny Koronny) din 1676, Marele Hatman al Coroanei (în poloneză Hetman Wielki Koronny) din 1683 și castelan al Cracoviei din 1692. Jabłonowski a fost candidat la tronul polonez după moartea regelui Ioan al III-lea Sobieski.
Lider militar talentat și priceput, Jabłonowski a participat la Războiul cu Suedia în timpul Potopului, apoi cu cazacii (în 1666–1671) și Țaratul Rusiei. A luat parte la Bătălia de la Hotin (1673) și a participat la Expediția de la Viena din 1683. A condus aripa dreaptă a forțelor de cavalerie poloneză în Al Doilea Asediu al Vienei. De asemenea, i-a oprit pe tătari la Liov în 1695. În 1692, Jabłonowski a construit cetatea și orașul vecin Okopy Święta Trójcy. În timpul alegerilor regale din 1697, el l-a susținut pe August al II-lea al Poloniei, ulterior în opoziție cu regele ales. În 1698, împăratul Leopold I i-a acordat lui și familiei sale titlul ereditar de principe imperial.
Fiica sa, prințesa Anna Jabłonowska, care s-a căsătorit cu Rafał Leszczyński, a fost mama regelui Stanisław I.

## Biografie

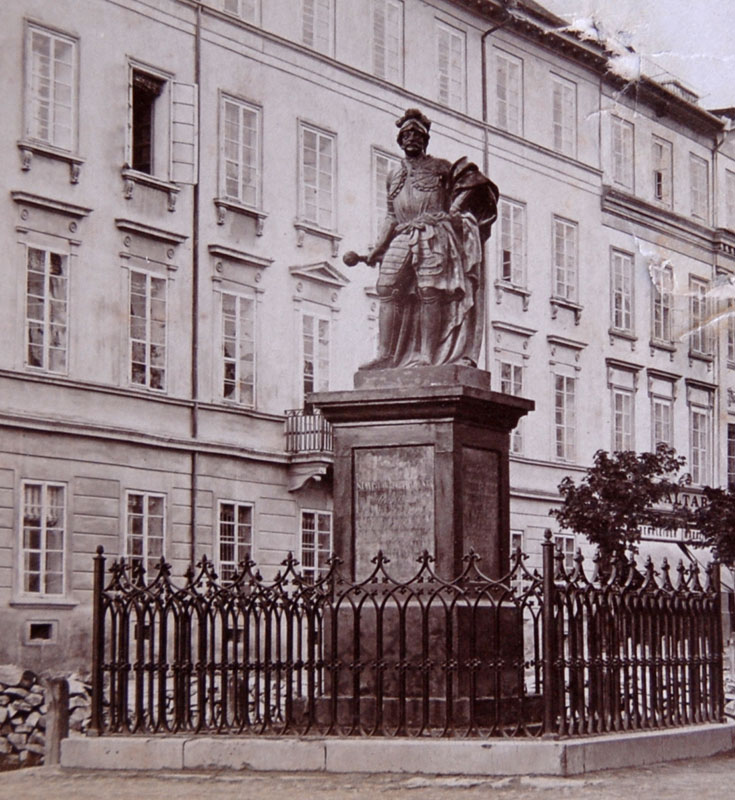
Monumentul hetmanului Jabłonowski din Lwów (acum Lviv).

Stanisław a fost fiul lordului Jan Jabłonowski (Miecznik koronny) (1600–1647) și al Annei Ostroróg, fiica autorului și cărturarului Jan Ostroróg. După abdicarea regelui Ioan Cazimir al II-lea Vasa în 1668, Jabłonowski l-a susținut pe prințul francez Ludovic al II-lea de Bourbon drept candidat pentru coroana poloneză.
A murit pe 3 aprilie 1702.